# Abromiškės
Abromiškės (lit. Abromiškės, hist. Abramowsk, Abromiszki) – wieś na Litwie położona w rejonie elektreńskim okręgu wileńskiego, 3,5 km na wschód od Elektrenów, nad jeziorem Abromiškiai. Tuż obok przebiega autostrada A1.

## Historia
Pierwszy pałac wybudował tu Abraham Poniatowski w 1571 roku. Od jego imienia pochodzi nazwa tych dóbr. Później majątek był własnością m.in. rodziny Bychowców, w 1748 roku trafił w posagu do rodziny de Raès. Kazimiera Kolowrath de Raès (1818–1893) wyszła w 1840 roku za Franciszka Broel-Platera (1798–1867) i wniosła mu te dobra w posagu. Gdy owdowiała, przekazała majątek swemu najmłodszemu synowi  Wilhelmowi Broel-Platerowi (1851–1911) żonatemu z Felicją Pereświt-Sołtan (1861–1956). Felicja i jej trzy córki, Izabella, Ida i Maria były ostatnimi dziedziczkami Abramowska przed I wojną światową. W wyniku litewskiej reformy rolnej ten wielki majątek rozparcelowano, folwarkowi przynależało jedynie 320 hektarów ziemi. Kupił go w 1937 roku bankier i kolekcjoner sztuki Mykolas Žilinskas (1904–1992).
| rok  | liczba ludności       |
| ---- | --------------------- |
| 1865 | 65 (dusz rewizyjnych) |
| 1900 | 188                   |
| 1923 | 187                   |
| 1959 | 178                   |
| 1970 | 400                   |
| 1971 | 411                   |
| 1984 | 417                   |
| 1989 | 387                   |
| 2001 | 356                   |
| 2011 | 329                   |

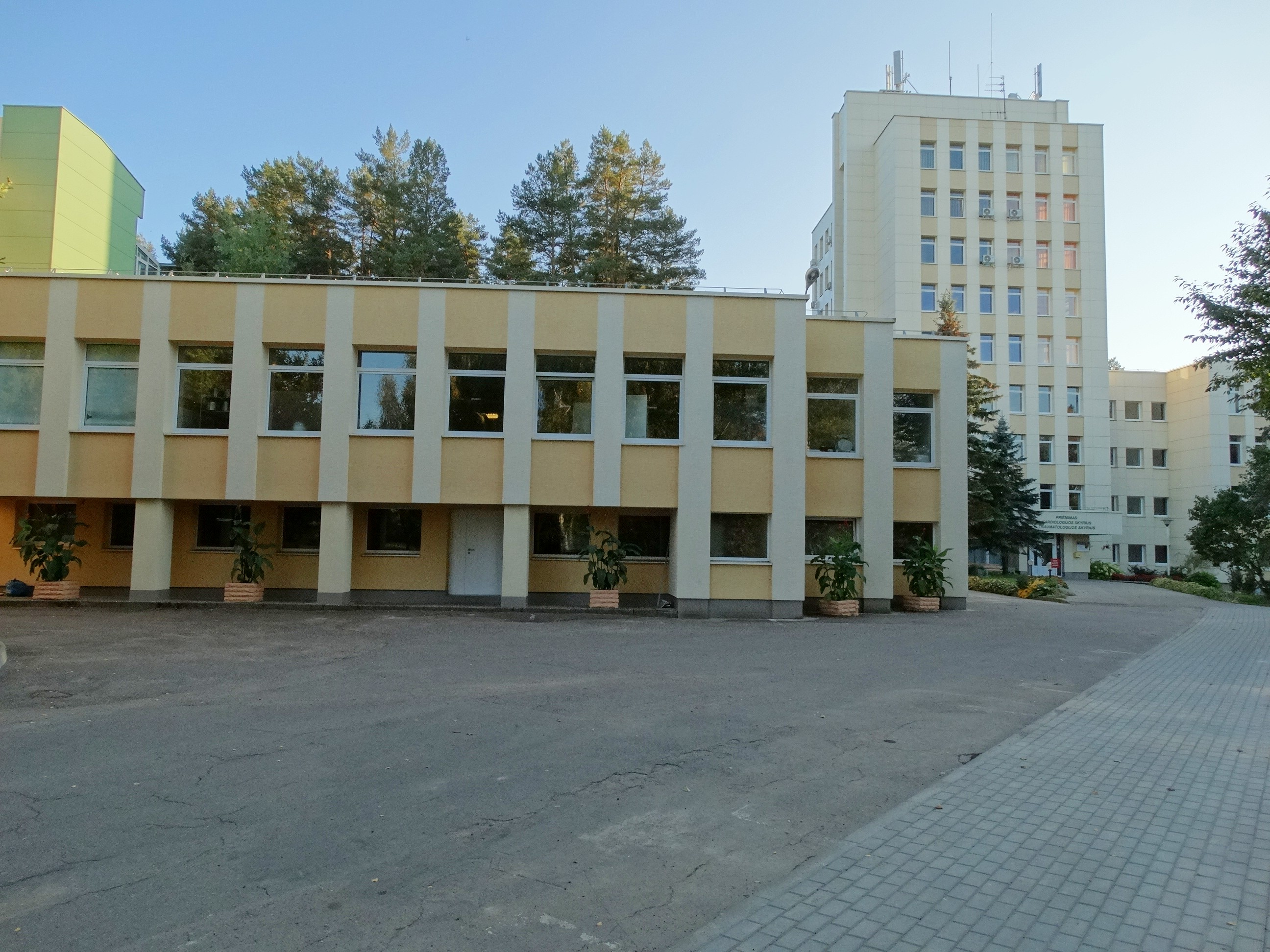
Szpital rehabilitacyjny, 2014

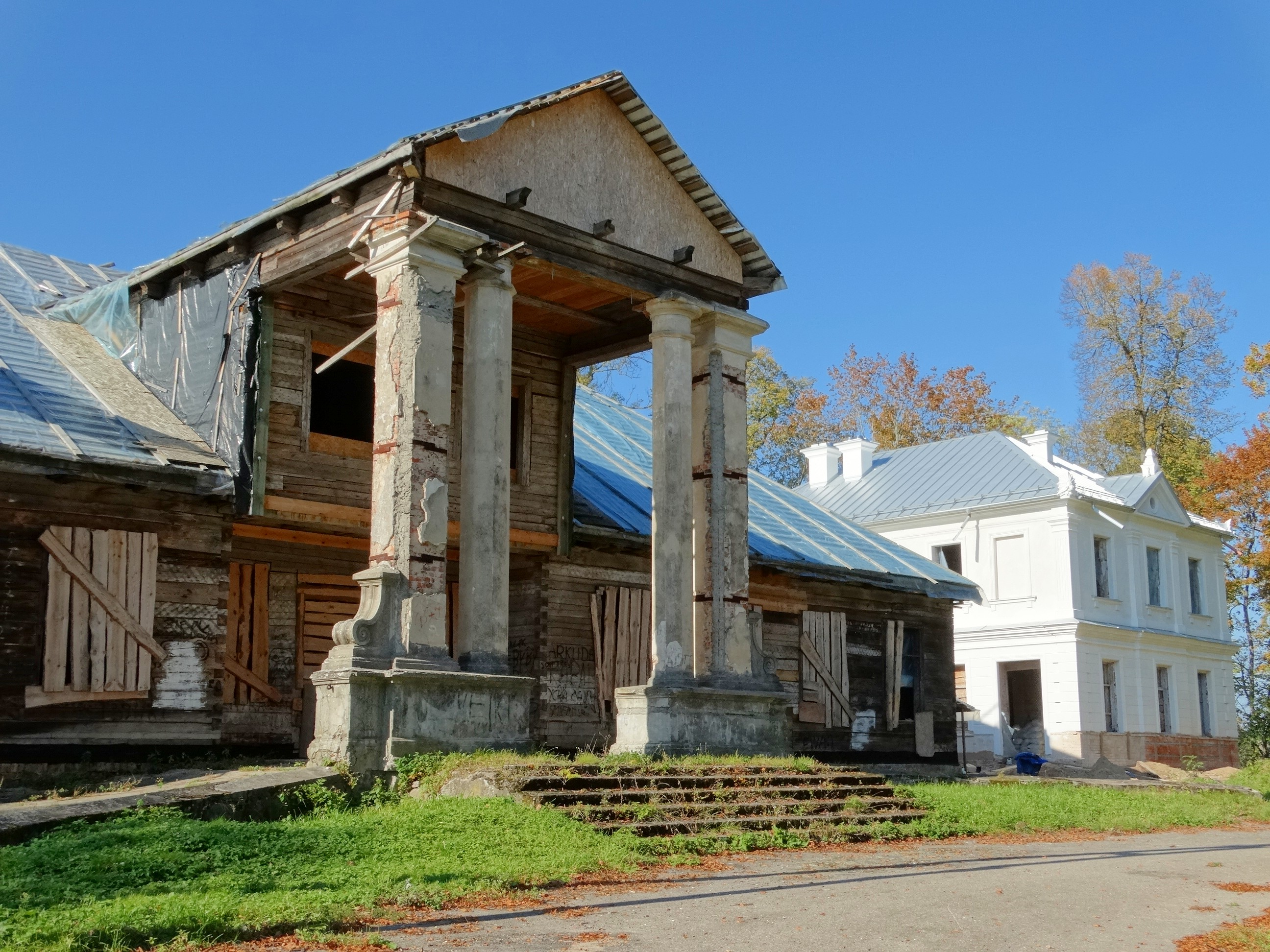
Ruina dworu, 2014

Po III rozbiorze Polski w 1795 roku Abramowsk, wcześniej wchodzący w skład województwa trockiego Rzeczypospolitej, znalazł się na terenie ujezdu trockiego guberni wileńskiej Imperium Rosyjskiego. W drugiej połowie XIX wieku należał do gminy Jewie. 
Od 1920 roku Abramowsk należy do Litwy, która w okresie 1940–1990, jako Litewska Socjalistyczna Republika Radziecka, wchodziła w skład ZSRR. Jego nazwa została zmieniona na Abromiškiai, a później na Abromiškės.
Na terenie Abramowska od wieków istniało stare cmentarzysko. Około 1600 roku ówcześni właściciele ufundowali tu zbór wyznania helweckiego. Później był tu zbór socyniański i szkoła. Zbory istniały do drugiej połowy XVII wieku, potem upadły. Jednocześnie Bogdan Ogiński wystawił tu cerkiew grecką pod zwierzchnością monasteru św. Ducha w Wilnie.

## Stan obecny
Na terenie wsi działa biblioteka, która jest filią Biblioteki Publicznej Samorządu miasta Elektreny. 
Na południe od wsi znajduje się Szpital Rehabilitacyjny Abromiskiai.

## Dwór
Pod koniec XVIII wieku albo na początku XIX wieku Raèsowie wznieśli tu drewniany, klasycystyczny dwór. Był to dom stojący na dość wysokiej podmurówce, na planie czworokąta, parterowy, z dwuokienną facjatą pośrodku. Przed częścią centralną stał portyk w wielkim porządku z dwiema parami kolumn wspierającymi belkowanie z szerokim gzymsem i trójkątny szczyt przebity okulusem. Pod portyk prowadził lekko wzniesiony podjazd zakreślony półkolistym murkiem z kwadratowymi słupkami. Od strony ogrodu na środkowych osiach znajdował się taras widokowy. Budynek był przykryty wysokim, gładkim czterospadowym dachem.
W 1898 roku dobudowano do niego murowane, boczne skrzydła. Lewe, dwupiętrowe skrzydło, dekorowane pilastrami, mieściło 8 pokoi gościnnych. Prawe, parterowe skrzydło było przeznaczone dla dzieci i nauczycielek.
We dworze przed 1914 rokiem znajdowało się dużo cennych przedmiotów. W salonach umeblowanych w stylu Ludwika XV na ścianach wisiały obrazy m.in. Jana Rustema, Fransa Snydersa i innych mistrzów. Ogromna biblioteka liczyła 20 tysięcy woluminów. Wiele z nich przepadło w okresie powstania styczniowego. Przed 1914 rokiem księgozbiór liczył około 2 tysięcy książek. Najcenniejsze przedmioty zostały w 1914 roku wywiezione do Wilna, gdzie przepadły.
Na wzgórku, około 2 km od dworu na cmentarzu stoi murowana kaplica z pierwszej połowy XIX wieku, mieszcząca groby rodzinne de Raèsów i ostatnich przedstawicieli Broel-Platerów tutejszej linii.
W dniu 27 czerwca 1812 roku Napoleon spędził noc w tutejszym dworze. Rankiem 28 czerwca francuski cesarz z Abramowska udał się do Wilna.
Dwór był otoczony rozległym parkiem krajobrazowym. Park ten, o powierzchni 15,5 ha, wraz z trzema stawami, istnieje do dziś. Oba murowane skrzydła odrestaurowano. Drewniana, centralna część pałacu stanowi obecnie ruinę. Odrestaurowano również stodołę.
Majątek Abramowsk został opisany w 3. tomie Dziejów rezydencji na dawnych kresach Rzeczypospolitej Romana Aftanazego.